# Presidencias históricas
Presidencias históricas es una denominación que suele utilizarse en la historiografía argentina para referirse a tres presidencias sucesivas constitucionales de aquel país: Bartolomé Mitre (1862-1868), Domingo Faustino Sarmiento (1868-1874) y Nicolás Avellaneda (1874-1880), que abarcaron el período de dieciocho años comprendido entre 1862 y 1880 durante el cual se terminó de consolidar la Organización Nacional.
Las mismas sucedieron después de la guerra entre el Estado de Buenos Aires y la Confederación Argentina que se resolvió con el triunfo porteño en la batalla de Pavón, que llevó al gobernador de Buenos Aires, Bartolomé Mitre, a tomar de facto la presidencia de la Confederación Argentina en 1862 y con posterioridad a la reforma constitucional de 1860, que formalizó la integración de Buenos Aires a la Confederación Argentina, organizada nueve años antes por la Constitución de 1853.
El tercero de los presidentes históricos, Nicolás Avellaneda, asumió el poder apoyado por el acuerdo que llevó a la fusión de su Partido Nacional que expresaba los intereses de las provincias de la Confederación, y el Partido Autonomista de Buenos Aires, liderado por Adolfo Alsina, para dar lugar al nacimiento del Partido Autonomista Nacional (PAN), que venció al mitrismo para gobernar sin alternancias los siguientes 42 años, en un sistema que, virtualmente, era de partido único. 
|                                                                          |
| Bartolomé Mitre fue el primer presidente de las presidencias históricas. |

|                                                                                |
| Domingo Faustino Sarmiento, segundo presidente de las presidencias históricas. |

|                                                                                |
| Nicolás Avellaneda, tercer y último presidente de las presidencias históricas. |

## Organización
Las presidencias históricas surgieron luego de la batalla de Pavón, que produjo la reincorporación definitiva del Estado de Buenos Aires a la República Argentina y la finalización del proceso constituyente de los años 1862 hasta 1880. Las tres presidencias constitucionales que se sucedieron contribuyeron a un proyecto común que las identificaba, organizando y modelando el modo de vida argentino y las instituciones que conformaron los tres poderes del estado. Este trío de presidentes, si bien con sus diferencias personales, de estilos y de poder, tuvieron un claro objetivo común para la Argentina como: la civilización sobre la barbarie. La participación de las presidencias históricas en el proyecto que compartieron se basó en tres finalidades: “nación, constitución y libertad”. Las presidencias históricas aplicaron los artículos de la Constitución Argentina logrando la consolidación de la unión nacional de las provincias a través de un creciente poder federal.

## Políticas
Tanto Mitre como Sarmiento y Avellaneda supieron aplicar claras políticas que les valieron su consideración como los tres primeros estadistas de la Argentina moderna. Las principales medidas que tomaron para lograr las metas proyectadas fueron: 
- Organización del ejército nacional.
- Organización del poder judicial de la Nación.
- Unificación de la legislación común a través de la sanción del código de comercio y del código civil.
- Funcionamiento de las aduanas y de las rentas nacionales.
- Unificación de la moneda.
- Unificación del sistema de pesos y medidas.
- Organización de la administración nacional y el surgimiento del empleo público.
- Fomento de la educación.
- Creación de escuelas en los diferentes niveles de educación.
- Fomento de la inmigración europea.
- Creación de pueblos y colonias.
- Ampliación de las fronteras sobre los territorios [Indígenas de América]
- Aumento de la explotación, de la agricultura y de la ganadería.
- Crecimiento económico.
- Apoyo a las industrias con créditos blandos.
- Desarrollo del sistema de correos y telégrafos.
- Ampliación de los ferrocarriles.
- Construcción de caminos y puentes.

Las presidencias históricas fueron sucedidas por el otro período constitucional denominado la República Conservadora, que se inició a partir de 1880 con el advenimiento de la primera presidencia de Julio Argentino Roca.